# Su Buqing
Pour les articles homonymes, voir Buqing.
Su Buqing (chinois simplifié : 苏步青 ; chinois traditionnel : 蘇步青 ; pinyin : sū bùqīng), également orthographié Su Buchin, né le 23 septembre 1902 et décédé le 17 mars 2003) est un mathématicien et un éducateur chinois, il est également le président de l'université Fudan.

## Biographie
Su Buqing est né dans le xian de Pingyang, à Wenzhou, dans la province de Zhejiang, en 1902, sous la Dynastie Qing, avec des origines parentales à Quanzhou, dans la province voisine du Fujian. Après que Su termine l'école secondaire à la Wenzhou High School, il est diplômé de l'université du Tōhoku au Japon, en 1927, et reçoit son doctorat de l'université en 1931. Il retourne en Chine, après ses études au Japon, d'abord pour servir en tant que professeur et doyen à l'université du Zhejiang (où il a créé l'École Chen-Su de mathématiques avec Chen Jiangong), et plus tard en tant que professeur, président et président d'honneur de l'université Fudan.
En juillet 1935, en collaboration avec d'autres grands mathématiciens chinois dont Feng Zuxun, Xiong Qinglai, Chen Jiangong, et Hu Dunfu, il fonde la Société mathématique chinoise lors d'une réunion tenue dans la bibliothèque de la NCTU.

## Prix et distinctions
Su Buqing a été président d'honneur de la Société mathématique chinoise et il est élu à l'Academia sinica en 1948 puis à l'Académie chinoise des sciences en 1955, membre du département de mathématique et de physique et membre du Comité permanent de l'Académie. Avec Hua Luogeng, ils ont été les personnalités les plus influentes dans la société mathématique de la Chine moderne. Il a également été l'un des premiers administrateurs avec Shiing-Shen Chern du Center of Mathematical Sciences au sein de l'université de Zhejiang.
En 2007 le ministère de l'éducation chinois institue le prix Su-Buqing, décerné tous les quatre ans à un mathématicien important.

## Travaux
Félicité communément dans le champ mathématique en tant que « premier géomètre en orient », Su a été engagé dans la recherche, l'enseignement et l'éducation à la géométrie différentielle et à la géométrie algorithmique. Dans ses premières années, il a apporté d'excellentes contributions à la géométrie différentielle affine (en) et à la géométrie différentielle projective (en). Il a obtenu des réalisations importantes en géométrie différentielle dans  l'espace général, en conjuguant la théorie des réseaux dans des espaces de dimensions supérieures et la conception géométrique assistée par ordinateur.
Durant ses études, il a travaillé sur les surfaces courbes générales et il a trouvé quatre surfaces coniques. Les mathématiciens désignent ces découvertes en tant que « surfaces coniques de Su ».

## Autres activités
Su Buqing est président d'honneur du Comité central de la Ligue démocratique chinoise, vice-président de la septième et huitième CPPCC et du Comité central de la Ligue démocratique chinoise. En outre, il est élu au sein du Comité permanent de la cinquième et de la sixième assemblée nationale populaire.

## Sélection de publications
- Affine differential geometry.
- Computational geometry curve and surface modeling.
- The general projective theory of curves.